# Cerkiew św. Bazylego Wielkiego w Krajnym Čiernie (prawosławna)
Cerkiew św. Bazylego Wielkiego – prawosławna cerkiew parafialna zbudowana w 1930 w Krajnym Čiernie.
Parafia św. Bazylego Wielkiego w Krajnym Čiernie należy do archidekanatu dla powiatów: Stropkov i Svidník, w eparchii preszowskiej Kościoła Prawosławnego Czech i Słowacji.

## Architektura
Budowla drewniana, konstrukcji zrębowej, orientowana. Od frontu wieża konstrukcji słupowo-ramowej, z wejściem osłoniętym daszkiem. Prezbiterium mniejsze od nawy, zamknięte prostokątnie. Dachy cerkwi blaszane. Wieża zwieńczona dachem namiotowym z kopułką. Nad nawą dach dwukalenicowy, z wieżyczką zwieńczoną hełmem. Nad prezbiterium dach trójspadowy, również z wieżyczką zwieńczoną hełmem. Wewnątrz pozorne sklepienie kolebkowe. Wyposażenie świątyni pochodzi z lat 30. XX w.

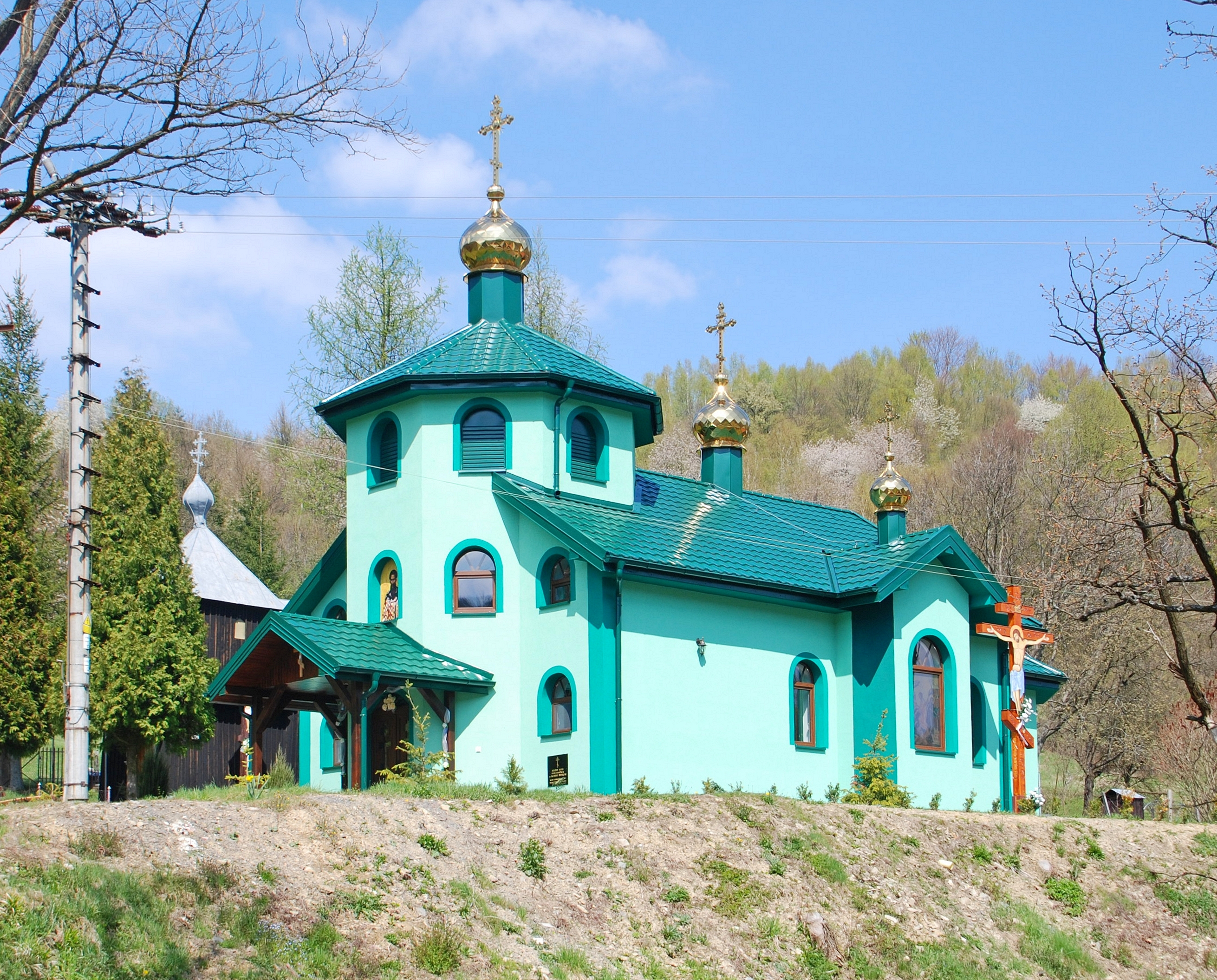
Widok ogólny z nową cerkwią (poświęconą w 2016)
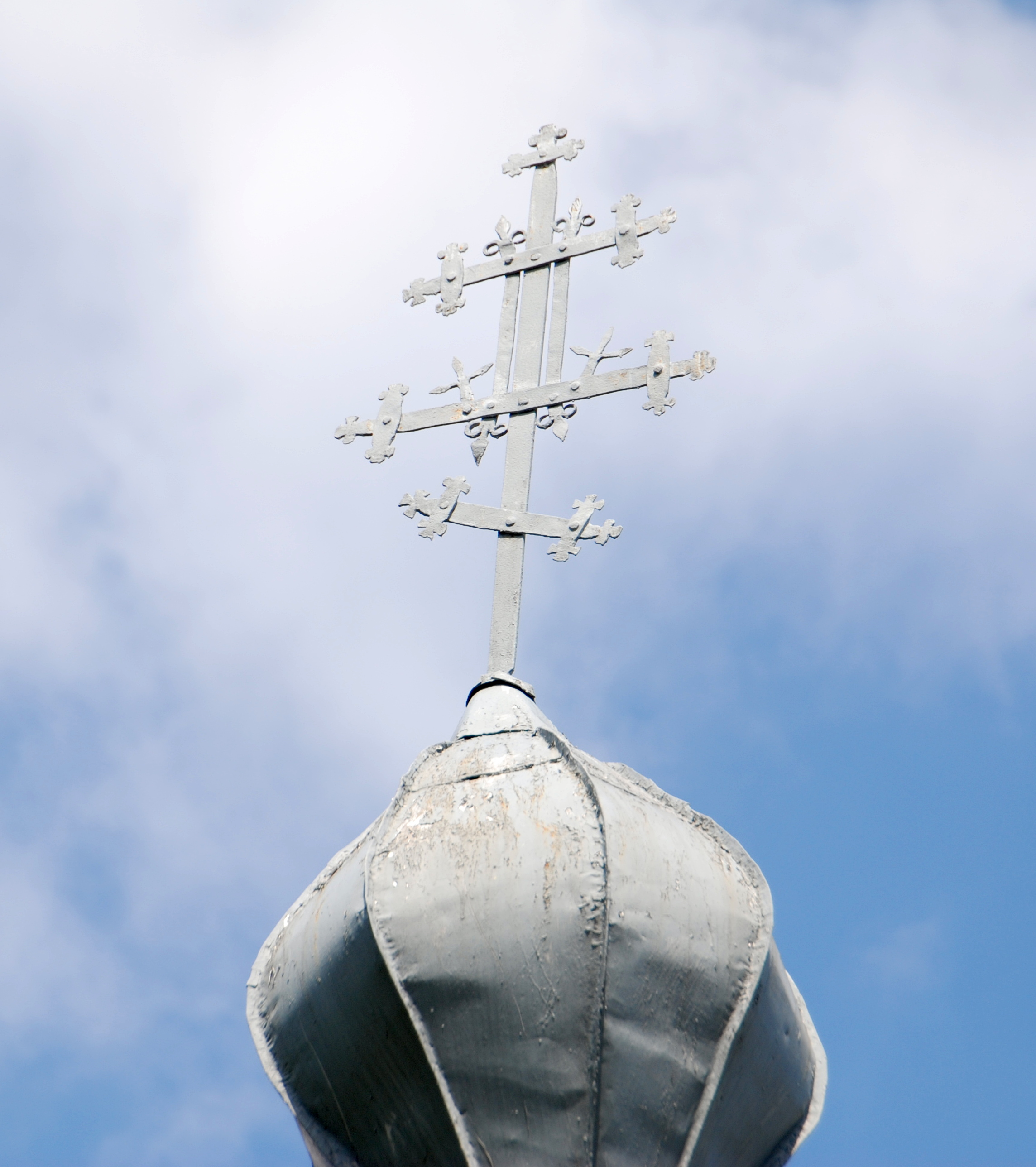
Zwieńczenie
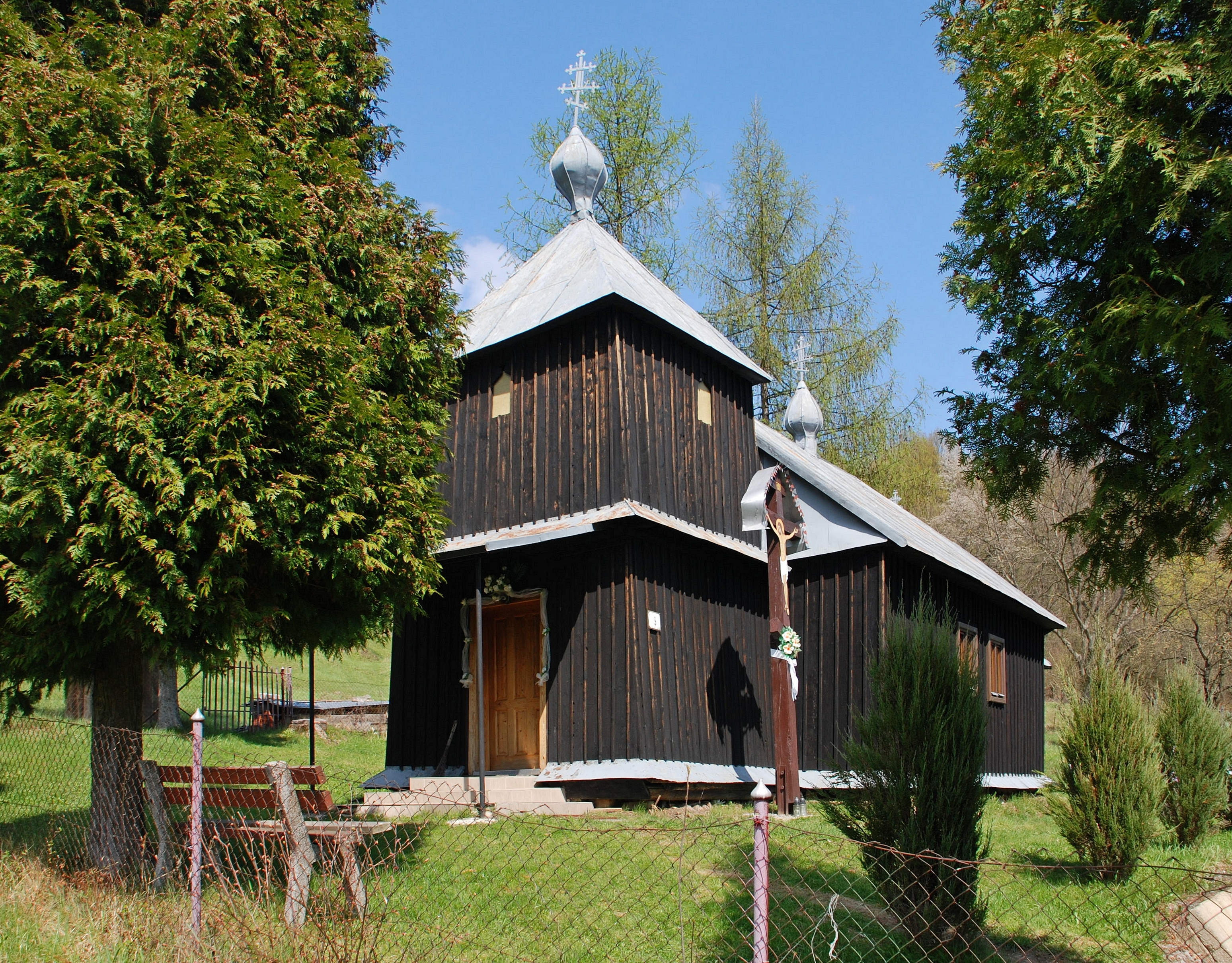
Elewacja frontowa